# Carex involuta
Carex involuta là một loài thực vật có hoa trong họ Cói. Loài này được (Bab.) Syme mô tả khoa học đầu tiên năm 1870.